# Cacahoatales
Cacahoatales är en ort i Mexiko.   Den ligger i kommunen Metapa och delstaten Chiapas, i den sydöstra delen av landet, 900 km sydost om huvudstaden Mexico City. Cacahoatales ligger 78 meter över havet och antalet invånare är 580.
Terrängen runt Cacahoatales är platt. Runt Cacahoatales är det ganska tätbefolkat, med 149 invånare per kvadratkilometer. Närmaste större samhälle är Tapachula, 12,3 km nordväst om Cacahoatales. Omgivningarna runt Cacahoatales är en mosaik av jordbruksmark och naturlig växtlighet.